# Риверс, Уильям
Уи́льям Халс Ри́верс Ри́верс (англ. William Halse Rivers Rivers; 12 марта 1864[…], Чатем, Кент — 4 июня 1922[…], Кембридж) — британский антрополог, этнолог, невролог и психиатр, наиболее известен своей работой с травмированными солдатами времён Первой мировой войны. Его самым известным пациентом был поэт Зигфрид Сассун. Участник экспедиции под руководством Альфреда К. Хэддона по Торресовому проливу вблизи Австралии 1898 года. Автор работ по антропологии о кланах и кровных отношениях.

## Биография
Риверс был старшим сыном Генри Фредерика Риверса (1830—1911) и Элизабет Хант (1834—1897). Его братом был Чарльз Хэй (1865—1939), сёстрами Этель Мэриан (1867—1943) и Кэтрин Элизабет (1871—1939). Семья происходила из британского высшего среднего класса, который дал многочисленных выпускников Кембриджа и членов британского флота. Самыми известными из них были гардемарины Уильямс Риверс и его отец Ганнер Риверс, служившие на HMS Victory— флагманском корабле адмирала Нельсона во время Трафальгарского сражения 21 октября 1805 года.
Сначала Риверс посещал частную подготовительную школу в Брайтоне, а с 1877 по 1880 год — частную школу Тонбридж в Кембридже, где получал награды по древним языкам и в целом за достижения в учёбе.
По семейным традициям Уильям Риверс должен был учиться в Кембриджском университете. Однако в 16 лет он заболел брюшным тифом (в старшем классе школы) и не смог подать заявку на стипендию, а семья не могла финансировать его учёбу в Кембридже. Во время тяжёлой болезни Уильям принял решение стать врачом.
Уильям Риверс поступил на медицинский факультет Лондонского университета и работал в больнице Святого Варфоломея (Бартс, в котором герой А.Конан Дойла Шерлок Холмс ставил свои эксперименты). Риверс окончил университет в 1886 году в возрасте 22 лет и остаётся самым молодым выпускником медицинского факультета Лондонского университета по сей день.

## Трудовая деятельность
В 1887 году Риверс был нанят судовым врачом, побывал в Северной Америке, затем в Японии. В 1888 году он работал в больнице в Чичестере, в 1889 году — снова в больнице Святого Варфоломея. В 1890 году Риверс работал в кабинете частного врача и в 1891 году в Национальной больнице на Королевской площади, где познакомился с неврологом Генри Хэдом. С того времени у него появился интерес к психологии. В 24 года он опубликовал свои первые исследовательские работы и стал членом Лондонского общества неврологов.
Риверс оставил работу в Англии и поехал в Германию, где выучил немецкий язык, изучал экспериментальную психологию и философию в Йенском университете. Он уже читал лекции по экспериментальной психологии в Лондонском университете, когда в 1893 году ему была предложена должность преподавателя в Кембриджском университете. Он согласился благодаря тому, что в 1892 году работал в Гейдельберге с выдающимся немецким психиатром Эмилем Крепелином, автором учебников по психиатрии. Риверс занимался исследованиями в области физиологии ощущений. Как исследователь, он работал, в частности, над подобластями цветового зрения, оптических иллюзий, шумовых реакций и процессов восприятия. В 1912 году Чарльз Сэмюэл Майерс на собственные средства основал исследовательскую лабораторию экспериментальной психологии, где Риверс мог ставить свои эксперименты.
В 1904 году Риверс стал соучредителем и соредактором Британского журнала психологии (British Journal of Psychology).

## Экспедиция в Торресов пролив

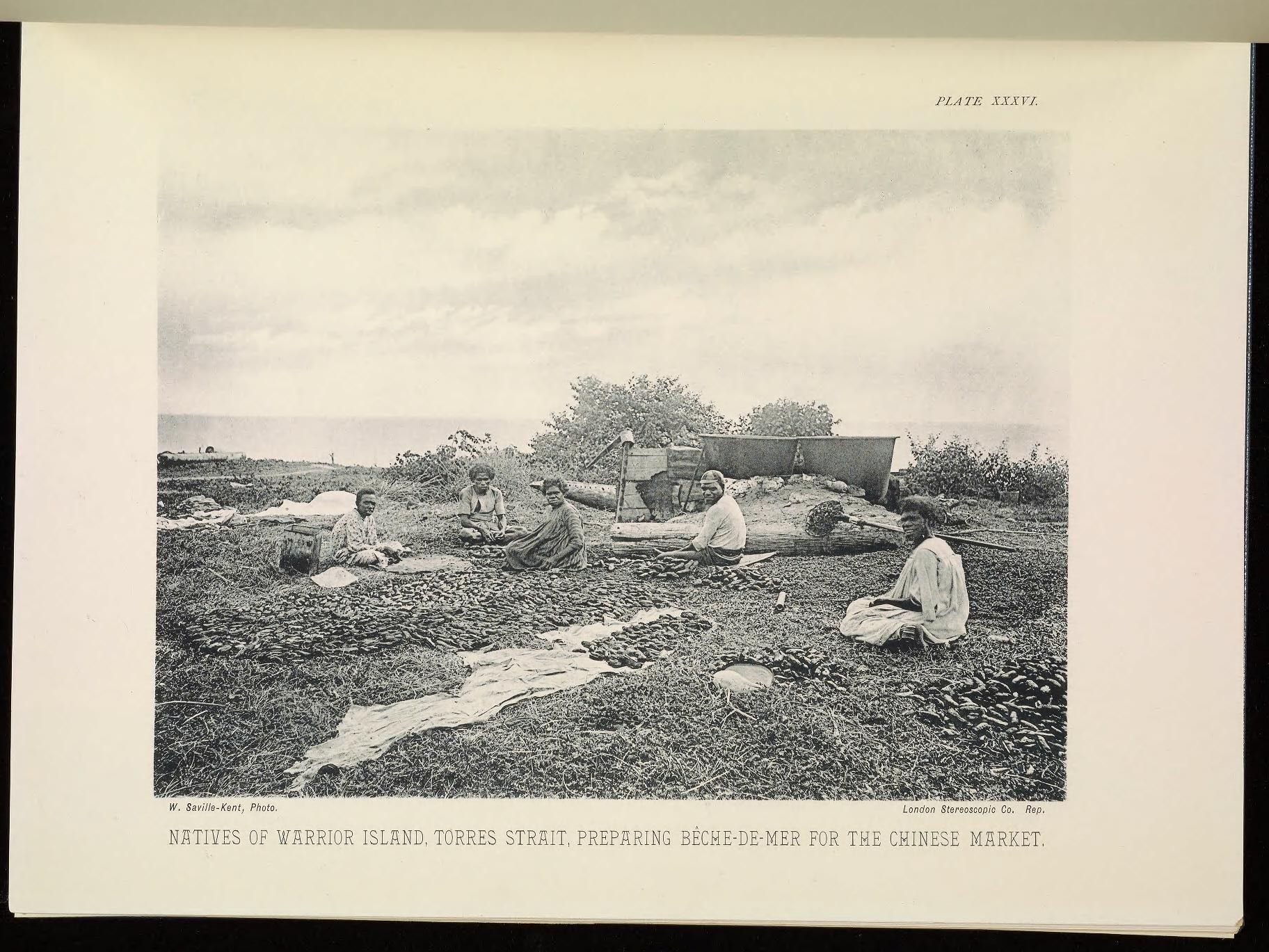
Люди с Большого барьерного рифа. Конец XIX в..

Научный авторитет Ривера неуклонно рос. В 1898 году Альфред Корт Хэддон пригласил его принять участие в исследовательской поездке в Торресов пролив (между Австралией и Новой Гвинеей) в качестве антрополога. В экспедиции принимали участие Чарльз Сэмюэль Майерс и Уильям Макдугалл, его бывшие ученики, которые раньше работали у него в качестве его помощников. Риверс изучил цветовое зрение местных жителей и обнаружил, что оно ничем не отличается от европейского. Но он сделал интересное с лингвистической точки зрения наблюдение, а именно: жители Торресова пролива лингвистически не различают голубизну неба, голубизну моря и глубочайшую тьму. Риверс также зафиксировал генеалогические отношения, которые оказали явные отличия их групп от европейских классификаций. Результаты этого исследования могут показаться нам устаревшими и неточными, но это был первый случай, когда антропологи не разработали свои выводы на основе книг. Путешествие было для антропологии новаторским. В 1900 году Риверс снова участвовал в исследованиях цветового зрения в Египте.

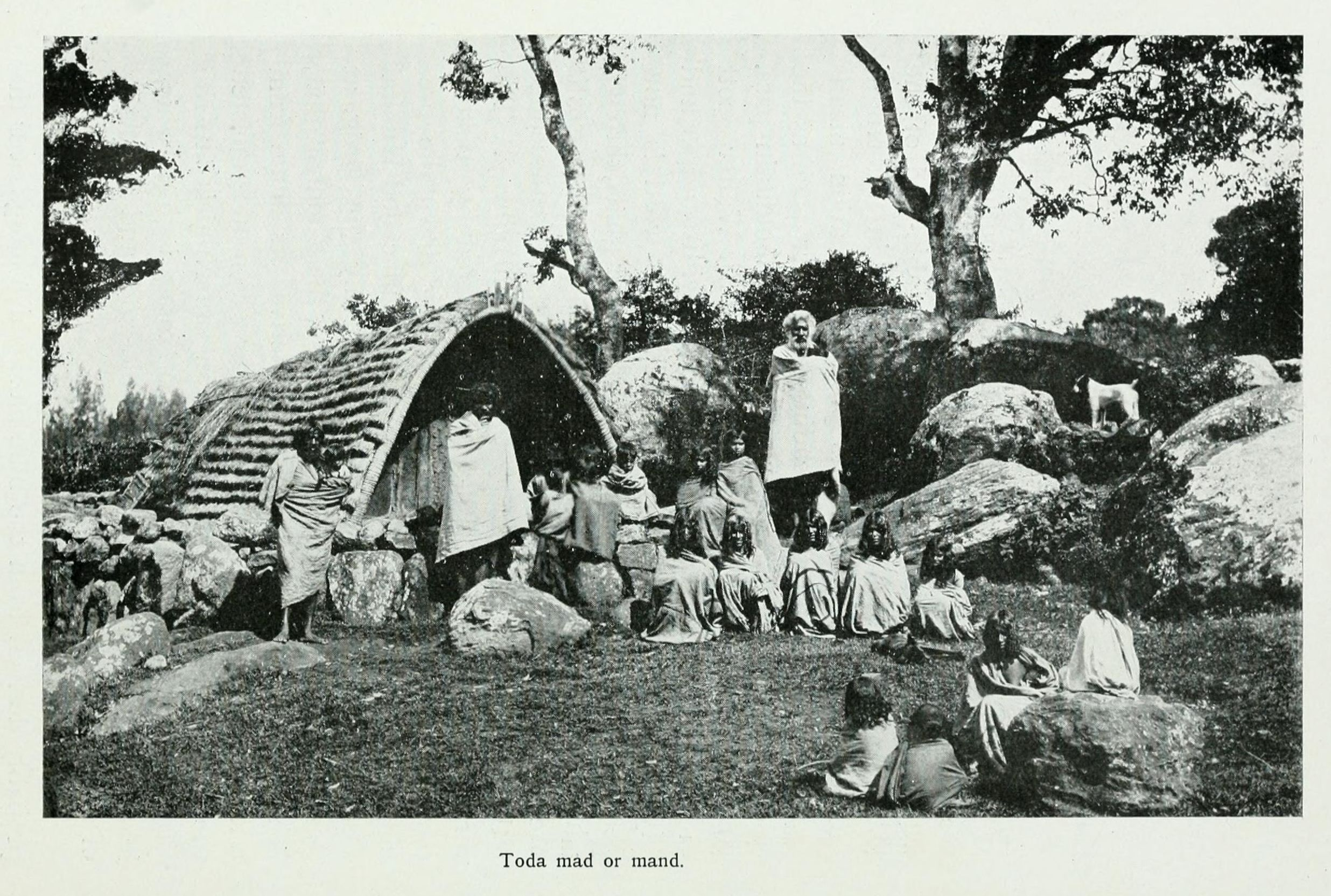
Народ тода в Южной Индии

В 1901—1902 годы изучал тода в Южной Индии.
В 1907/08 году Риверс отправился на Соломоновы острова и другие острова Полинезии для исследований с этнологической направленностью. В 1914—1915 годы он побывал с пдобными же целями в Меланезии.
В ранних антропологических работах Риверс придерживался эволюционизма, после 1914 года перешёл на позиции диффузионизма, объясняя особенности социального строя и культуры народов Океании как результат взаимодействия миграционных волн. Учёный внёс существенный вклад в изучение классификационных систем родства и впервые доказал, что так называемая малайская система родства — стадиально не самый ранний, как считал Л. Г. Морган, а, наоборот, сравнительно поздний тип. Заложил основы психологической антропологии, впервые поставив вопрос о специфике менталитета первобытных народов. Одним из первых сформулировал и развивал идею о зависимости природы человека от воздействий культуры.

## Первая мировая война

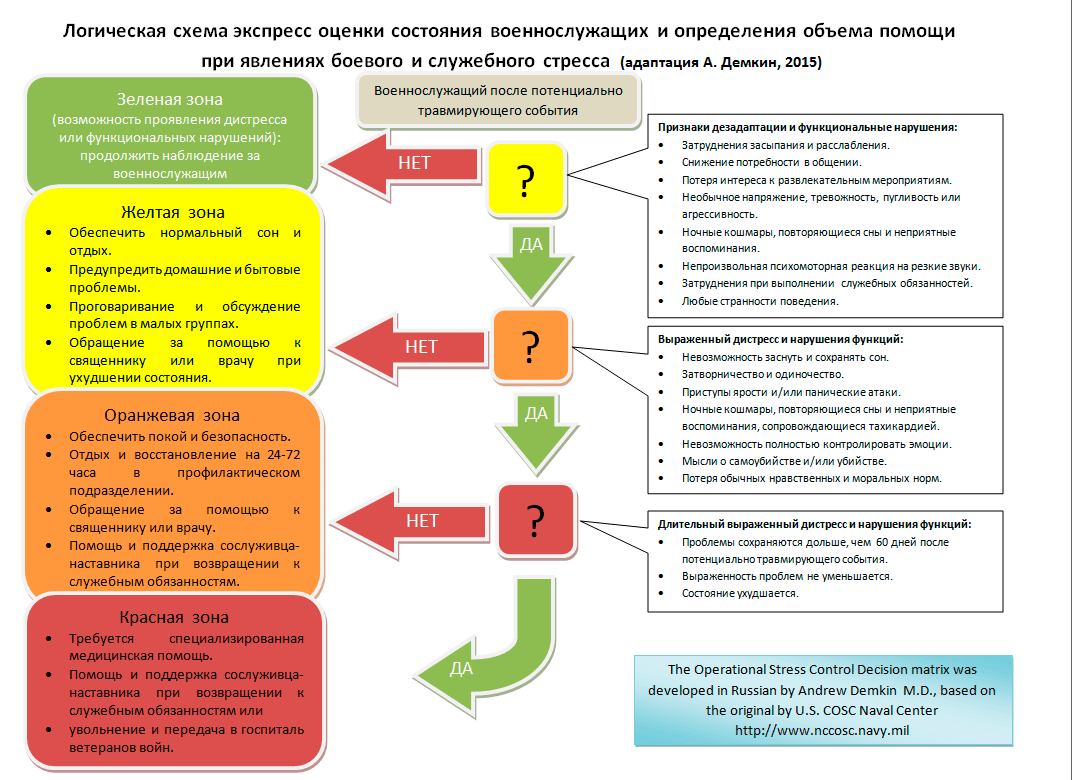
Боевой стресс

Во время Первой мировой войны Риверс работал в Королевском медицинском корпусе врачом в больнице Крейглокхарт недалеко от Эдинбурга. В этом госпитале он лечил солдат, чьи недуги в то время назывались «контузным шоком» или «военным неврозом» и которые, по сегодняшним меркам, больше всего напоминали посттравматическое стрессовое расстройство, являются атрибутивными. Его метод лечения был необычным для того времени, с одной стороны, вопреки распространённому мнению того времени, он видел в страданиях солдат настоящую болезнь, а не трусость. Он также побуждал их рассказывать о своих переживаниях на войне вместо того, чтобы терпеть их и молчать. Он знал, что не может автоматически избавить своих пациентов от возвращения на военную службу, но не хотел нарушать их волю. Риверс видел в страданиях своих пациентов выражение инстинкта самосохранения каждого живого существа и основывал свое лечение на психоанализе, который он стал использовать в качестве метода одним из первых врачей в Великобритании.
Поэты Зигфрид Сассун и Уилфред Оуэн были его самыми выдающимися пациентами в больнице Крейглокхарт.

## Послевоенный период
Риверс оставил свою должность в Кембриджском университете во время войны, и он занял только специально созданную должность прелектора (особая преподавательская должность) естественнонаучных исследований (Praelector of Natural Science Studies), которая была необременительной. Он согласился баллотироваться в качестве кандидата в депутаты английского парламента от Лейбористской партии на всеобщих выборах 1922 года, но умер перед выборами.
С 1920 по 1922 годы Риверс занимал должность президента Английского фольклорного общества, а с 1921 года — Королевского антропологического института. Среди его учеников можно отметить У. Дж. Перри, А. Р. Рэдклиффа-Брауна, Б. К. Малиновского.
В 1923 году Королевским антропологическим институттом учреждена медаль имени Уильяма Риверса за достижения в области полевой антропологии (Rivers Memorial Medal).